# Nazisternes bogbrænding
Nazisternes bogbrænding var en kampagne iværksat af myndighederne i Nazityskland for at brænde bøger, der blev anset uoverensstemmende med nazistisk ideologi. I alt blev der brændt henved 25.000 bøger af 2.500 forfattere. Aktionen blev gennemført i maj/juni 1933, inspireret af bogbålet i 1817, da tyske studenterforeninger (Burschenschaften) demonstrerede for et forenet Tyskland med at brænde "utyske" og reaktionære tekster og litteratur i Wartburg.

## Baggrund
I 1933 begyndte propagandaminister Joseph Goebbels arbejdet med at ensrette kulturvirksomheden i overensstemmelse med nazisternes mål. De nye myndigheder begyndte udrensningen af jødiske kulturorganisationer og andre, der blev anset som suspekte. De tyske studenter stod her i forreste linje. Ultranationalismen og antisemitismen stod stærkt i middelklassen, og især var modstanden mod Weimarrepublikken (1919-33) stor blandt studenterne.

## Bogbrændingskampagnen
Den 6. april 1933 proklamerede den tyske studenterorganisations (Deutsche Studentenschaft) hovedkontor for presse og propaganda en landsomfattende "aktion mod anti-tyske holdninger". 8. april offentliggjorde organisationen sine tolv teser, som indebar et "rent" sprog og en "ren" kultur. De angreb "jødisk intellektualisme" og krævede, at tyske universiteter skulle være centre for tysk nationalisme.
Den 10. maj blev der gennemført bogbrændinger af henved 25.000 bøger af såkaldte "utysk" type. I de fleste universitetsbyer blev der gennemført fakkeltog, og på mødepladserne blev der spillet musik, sunget og aflagt eder – mens SA-folk, drenge fra Hitlerjugend og nazistudenter kastede bøger på bålet.
På Opernplatz (nu Bebelplatz) i Berlin samlede omkring 40.000 tilskuere sig for at høre Goebbels holde tale: "Nej til dekadence og moralsk fordærv!" Derefter smed SA og ungdomsforeninger omkring 20.000 bøger fra Institut für Sexualwissenschaft (= Institut for seksualkundskab) og Humboldt-universitetet ind i flammerne. Erich Kästner skrev en ironisk beretning - først offentliggjort efter krigen - om at være vidne til at se sine egne bøger smidt på bålet. Sigrid Undsets romaner blev også brændt på baggrund af hendes udsagn om race som "hverken en moralsk eller en umoralsk kvalitet...At sætte sin lid til race - dvs. være urimeligt forelsket i sine egne forkærligheder og fordomme, uden kritisk at granske værdien af dem - er den sikre vej til at lade alle de mindst værdifulle elementer indenfor racen udfolde sig uhæmmet, kun fordi den er farvet med vor yndlingskulør."
En del af bogbålene blev udsat på grund af regnvejr. Andre blev lagt til sankthansaften. Alligevel blev der gennemført 34 bogbål, og aktionen regnet som en succes med stor pressedækning, hvor enkelte af arrangementerne blev direkteoverført på radio.

## Målet for aktionen
Richard Euringer, direktøren for biblioteket i Essen, har identificeret 18.000 værker af 2.500 forfattere som blev brændt offentligt under kampagnen. Blandt de ramte skribenter var ledende tyske forfattere som Bertolt Brecht, Lion Feuchtwanger og Alfred Kerr. Ernest Hemingway, Jack London og Helen Keller er blandt amerikanske forfattere, som fik sine bøger brændt; og naturligvis jøder som Franz Kafka.
Under ceremonierne blev det fortalt hvorfor de enkelte forfatteres bøger blev brændt. Joseph Goebbels holdt talen på Opernplatz i Berlin og gav følgende begrundelse:
- Karl Marx og Karl Kautsky, for klassekamp og materialisme.
- Heinrich Mann, Ernst Glaeser og Erich Kästner, for dekadence og moralsk forfald.
- Friedrich Wilhelm Foerster (pacifist), for politisk uansvarlighed og politisk forræderi.
- Sigmund Freud, for overdrivelse af ubeviste impulser og destruktive analyser af det menneskelige sind.
- Emil Ludwig og Werner Hegemann, for historieforfalskning og bagvaskelse af store personligheder.
- Thodor Wolff og Georg Bernhard, for anti-tysk og jødisk demokratisk journalisme.
- Erich Maria Remarque, for litterært forræderi mod soldaterne under første verdenskrig.
- Alfred Kerr, for indbildsk degradering af vort tyske sprog.
- Kurt Tucholsky og Carl von Ossietzky, for frækhed og arrogance.

## Litterære eftervirkninger
Under talen ved bogbrændingen i Berlin annoncerede Goebbels, at "den ekstreme jødiske intellektualismes æra er nu omme...Fremtidens tysker vil ikke kun være en bogens mand, men en karakterfast mand. Det er med dette for øje, vi ønsker at uddanne jer...Så i denne midnatstime gør I klogt i at overgive til flammerne fortidens onde ånd." Goebbels flyttede kontrollen over litteraturen over til sit eget ministerium. Ministeriet satte hurtigt standarder for, hvordan forfattere skulle skrive. Litterære værker måtte skrives indenfor fire kategorier:
- Fronterlebnis (= frontoplevelse), om krigens kammeratskab.
- Weltanschauung (= verdensanskuelse), genspejle nazisternes syn på verden.
- Heimatroman (= hjemstedsroman), tysk nationalromantik.[10]
- Rassenkunde (= racekundskab) om nazismens racesyn.

Allerede to uger forinden havde amerikanske organisationer som American Jewish Congress kendskab til de planlagte bogbål, og skrev protester. Helen Keller skrev et åbent brev til de tyske studenter: "Historien har intet lært jer, hvis I tror, I kan slå tanker ihjel." Forfattere som Sherwood Anderson og nobelprisvinderen Sinclair Lewis erklærede sig solidariske med de bandlyste skribenter, og protesterede offentligt mod bogbålene. Bagefter marcherede 100.000 mennesker i New York City i protest mod nazistisk politik; ligeså i Philadelphia, Chicago og St. Louis.

## Mindesmærker
I Berlin på Bebelplatz ved siden af statsoperaen er der bygget en montre i bakken med tomme boghylder på stedet, hvor bogbrændingen i Berlin blev foretaget 10. maj 1933. Ved siden af er en bronzetavle til minde om hændelsen. På denne finder man også et citat fra Heinrich Heines "profeti" fra 1821.
"Det var kun et forspil. Hvor der er brændt bøger, vil man ende med også at brænde mennesker."
(Originalsprog: "Das war Vorspiel nur. Dort, wo man Bücher verbrennt, verbrennt man am Ende auch Menschen.")

- Heinrich Heine, Almansor (1821)
I Göttingen er der placeret en "tænketavle" ved Albanikirchhof (på den tid Adolf Hitler Platz). I Frankfurt er der placeret en mindetavle mellem den gamle Nikolaikirke og justitsbygningen. Tilsvarende mindesmærker findes i en række tyske byer som Hamborg, Landau, Bremen, Düsseldorf, Erlangen og Köln. I flere andre tyske byer har der været mindesarrangementer på de steder, hvor bogbrændingen fandt sted.

## Eksterne links
- Wikimedia Commons har flere filer relateret til Nazisternes bogbrænding
- USHMM online exhibition: Fighting the Fires of Hate: America and the Nazi Book Burnings link
- Gengivelse af dækningen af 10. maj-arrangementerne i Nazi-organet "Völkischer Beobachter" link
- Teserne mod antityske (un-German) holdninger fra den nazistiske studentorganisation link Arkiveret 17. marts 2008 hos  Wayback Machine